# كينى وتى
كينى وتى (بالإنجليزية: Kenny Doughty)‏ هو ممثل بريطاني، ولد في 27 مارس 1975 في المملكة المتحدة.

## أعمال

### أفلام
- (1998) إليزابيث[3]

## وصلات خارجية
- كينى وتى على موقع IMDb (الإنجليزية)
- كينى وتى على موقع روتن توميتوز (الإنجليزية)
- كينى وتى على موقع قاعدة بيانات الفيلم (الإنجليزية)